# Картамышевы
Картамышевы — русский дворянский род.
Восходит к XVII веку и внесён в VI и II части родословной книги Курской, Харьковской и Московской губерний.
- Картамышев, Василий Петрович (?-1894, Томск), редактор-издатель «Сибирского Вестника».